# Art déco en la arquitectura de Bilbao
El art déco en la arquitectura de Bilbao tuvo importancia entre aproximadamente 1925 y 1930. Las repercusiones prácticas de la Exposición de Artes Decorativas de 1925 en París fueron casi inmediatas, aunque el propio término «art déco» no se acuñaría hasta la celebración de la retrospectiva, Les Années '25, el año siguiente en el Musée des Arts Décoratifs.
Entre los arquitectos que proyectaron este estilo en Bilbao, sobre todo los de la generación del 17, fueron Pedro Ispizua, Ricardo de Bastida, Tomás Bilbao.

## Ejemplos de edificios

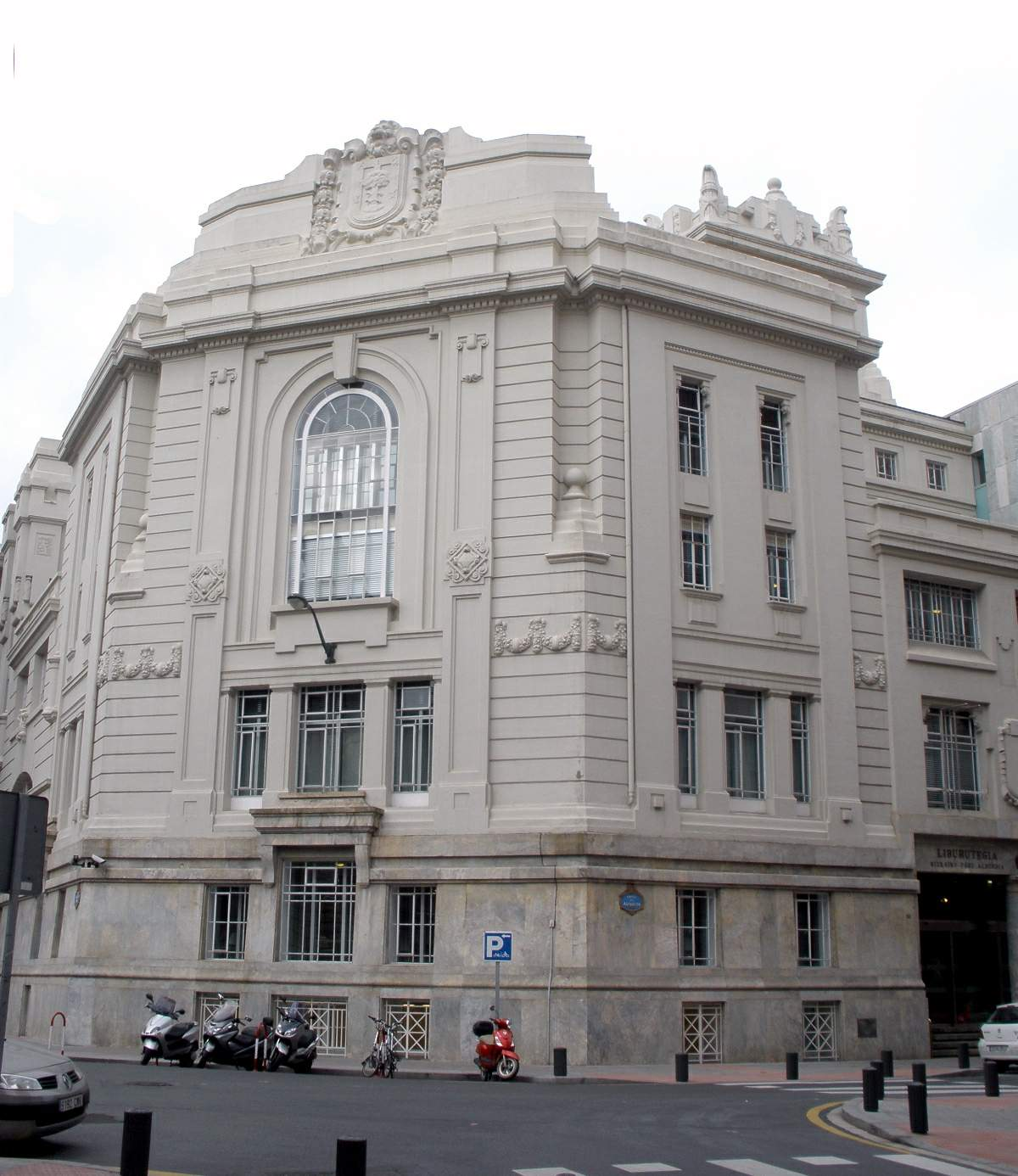
Biblioteca Foral de Bizkaia.

- Biblioteca Foral de Bizkaia (1924) - arquitecto: Juan Carlos Guerra
- c/ Ercilla, 22 (edificio de viviendas) (1926) - arquitecto: Ricardo de Bastida
- c/ Ercilla, 16 (edificio de viviendas) (1928) - arquitecto: Tomás Bilbao
- Club Deportivo (1930, derribado en 1967) - Pedro Ispizua[4]
- c/ Iparraguirre, 26 (edificio de viviendas) (1931) - arquitecto: Ricardo de Bastida
- c/ Iparraguirre, 47 (edificio de viviendas) (1931) - arquitecto: Pedro Ispizua
- Plaza Moyua, 4 (Edificio La Aurora) (1935) - arquitecto: Manuel Ignacio Galíndez
- Grupo Escolar Luis Briñas (1933)